# Othon II de Solms-Laubach
Pour les articles homonymes, voir Laubach.
Othon II de Solms-Laubach (né le 1er octobre 1799 à Laubach et mort le 22 novembre 1872 dans la même ville) est un homme politique hessois. Il est député et président de la 1re Chambre des États du grand-duché de Hesse. 

## Famille
Othon est issu de la famille de Solms-Laubach. Il est fils du haut président de la province de Juliers-Clèves-Berg Frédéric de Solms-Laubach (1769-1822) et de son épouse Henriette, née von Degenfeld-Schomberg (de) (1776-1847). Son frère Reinhard (de) (1801-1870) est un général de division prussien.

## Biographie
Othon de Solms-Laubach succède à son père en 1822. De 1826 jusqu'à la Révolution de mars en 1849 et de 1851 jusqu'à sa mort en 1872, il est membre de la première chambre des provinces. En 1829/30 et 1851/56, il présida la première Chambre des États du grand-duché de Hesse après avoir été vice-président en 1844/49 (et réélu en 1856/66). 
En 1848, il est membre du pré-parlement. À la suite de la Révolution de mars, une nouvelle loi électorale est adoptée qui abolit les privilèges des souverains et prévoit que la première chambre est librement élue. Othon de Solms-Laubach n'est donc pas membre de la Chambre des États de 1849 à 1851, mais représente le grand-duché de Hesse en 1850 à l'assemblée des États de l' Union d'Erfurt. 
En 1867/69, il est député du Reichstag de la Confédération de l'Allemagne du Nord, où il rejoint la faction de l'ancien centre libéral. En novembre 1869, il démissionne du Reichstag. 
Au cours de ses études, il devient membre de la Alten Bonner Burschenschaft/Allgemeinheit en 1819.

## Famille
Othon de Solms-Laubach est marié depuis le 11 septembre 1832 avec Luitgarde de Wied (1813-1870). Elle est la fille aînée du prince Jean-Auguste-Charles de Wied (de). Le couple a les enfants suivants: 
- Frédéric-Guillaume-Auguste-Christian (de) (1833-1900) ∞ Marianne de Stolberg-Wernigerode (née le 6 septembre 1836 et morte le 13 août 1910), fille du général Guillaume de Stolberg-Wernigerode
- Thekla (née le 4 juin 1835 et morte le 17 janvier 1892) mariée avec Maximilien de Solms-Rödelheim (de) (1826-1892)
- Ernest (né le 24 avril 1837 et décédé le 12 août 1908) marié avec Auguste de Schimmelmann (née le 24 avril 1837 et décédée le 12 août 1908)
- Claire (née le 30 janvier 1839 et morte le 1er novembre 1896)
- Hermann (1842-1915)
- Reinhard (né le 23 février 1844 et décédé le 2 avril 1848)